# Tama-te-kapua

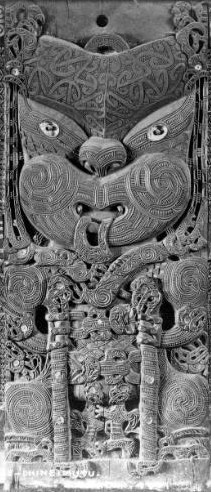
Tama-te-kapua représenté dans une sculpture de la maison de réunion de Tamatekapua à Ohinemutu, Rotorua, vers 1880. Il tient les échasses qu'il a utilisées pour voler des fruits à Uenuku.

Dans la mythologie maorie de Nouvelle-Zélande, Tama-te-kapua, également orthographié Tamatekapua et Tama-te-Kapua et également connu sous le nom de Tama, était le capitaine de la pirogue Arawa arrivée en Aotearoa (Nouvelle-Zélande) depuis la Polynésie vers 1350. Farceur, son vol de fruits dans le verger du chef Uenuku a dégénéré en une querelle qui l'a forcé à quitter la terre ancestrale d'Hawaiki. Au départ, il kidnappa Whakaotirangi (en), l'épouse de Ruaeo, et le prêtre Ngātoro-i-rangi (en). Au cours du voyage, il fut découvert en train de coucher avec la femme de Ngātoro-i-rangi, qui faillit détruire la pirogue par vengeance. À son arrivée en Aotearoa, il a trompé l'équipage du Tainui en leur faisant croire qu'il était arrivé avant eux. Il revendica le mont Moehau (en) dans la péninsule de Coromandel et le Maketu dans la baie centrale de l'Abondance, où il s'installe. Peu de temps après, il fut vaincu par le vengeur Ruaeo et se querella avec son fils Kahumatamomoe (en), partant pour Moehau, où il mourut.

## Biographie
Tama-te-kapua est né à Hawaiki, la patrie ancestrale du peuple polynésien. Son père était Haumai-tāwhiti (également orthographié Houmai Tawhiti), un descendant direct d'Ohomairangi (en), le fondateur de la tribu Ngati Ohomairangi, et sa mère était Tuikakapa. On disait que Tama-te-kapua était très grand – 2,7 m.

### Hawaiki
Le chef Uenuku souffrait d'un ulcère et produisit un écoulement qui fut enterré secrètement car il était très tapu, mais un chien appelé Potakatawhiti, appartenant à Haumai-tāwhiti, déterra cette matière et la mangea. Uenuku et Toi-te-huatahi (en) tuèrent le chien et le mangeèrent. Tama-te-kapua et son frère Whakaturia partirent à la recherche du chien et découvrirent ce qui s'était passé lorsqu'ils l'entendirent hurler dans l'estomac de Toi-te-huatahi.
Pour se venger, Tama-te-kapua et son frère Whakaturia volèrent les fruits d'un arbre appartenant à Uenuku. La plupart des récits disent que le fruit était du poporo, mais un waiata l'appelle kuru (un nom polynésien commun pour l'arbre à pain, une plante qui ne pousse pas en Nouvelle-Zélande). Dans une autre version, la récolte volée est du kumara. Chaque nuit, ils entraient dans le jardin d'Uenuku sur des échasses, pour ne laisser aucune trace, et volaient tous les fruits mûrs. Finalement, Uenuku tendit une embuscade aux deux hommes et captura Whakaturia, mais Tama-te-kapua parvint au bord de la mer, où il réussit à s'échapper,.
Uenuku et son peuple décidèrent d'exécuter Whakaturia en l'attachant à l'un des chevrons du toit au-dessus du feu de la maison d'Uenuku, afin qu'il meure douloureusement d'inhalation de fumée. Tama-te-kapua monta sur le toit sans se faire repérer et dit à Whakaturia de crier aux gens de la maison que leur chant et leur danse étaient très mauvais et qu'il pouvait faire bien mieux qu'eux. Ils le laissèrent descendre et il sortit en dansant par la porte, que Tama-te-kapua verrouilla ensuite, afin que les hommes d'Uenuku ne puissent pas les suivre pendant qu'ils s'échappaient.
Pour se venger, Uenuku et Toi-te-huatahi attaquèrent le village de Ngati Ohomairangi, qui ne fut repoussé que grâce aux invocations de Haumai-tāwhiti, Tama-te-kapua et Whakaturia. Les deux frères décidèrent de fuir vers Aotearoa, qui avait été découverte par Ngahue (en) de la pirogue Tāwhirirangi (en).

### Voyage à Aotearoa

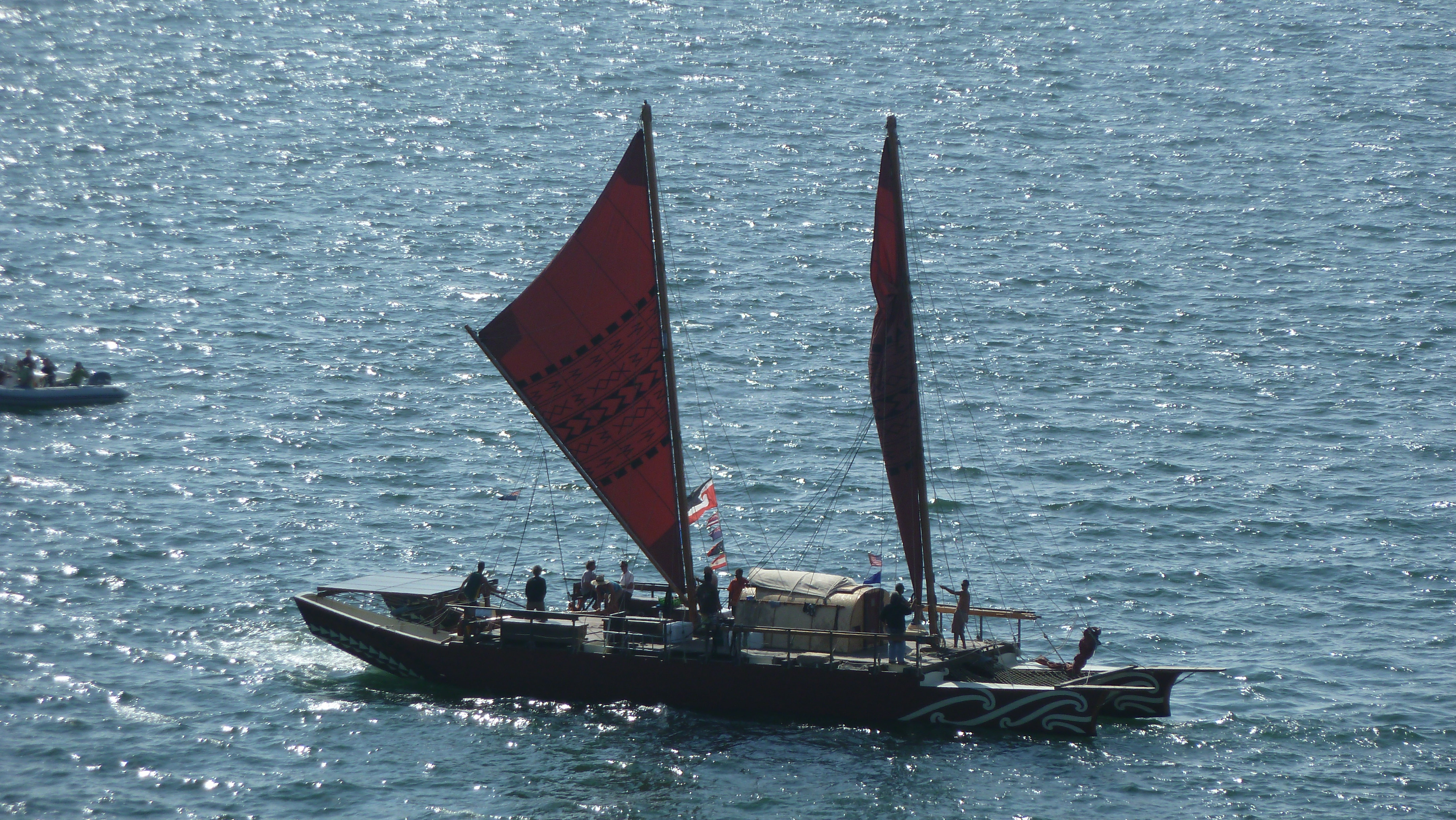
Te Haunui, une reconstruction moderne d'un waka (pirogue) de mer.

Tama-te-kapua ordonna la construction d'une pirogue (waka), qui fut achevé et amarré dans la baie de Whenuakura, aux côtés de Tainui. Tama-te-kapua a nommé sa pirogue Ngā rākau kotahi puu a Atua Matua (également connu sous le nom de Ngā rākau maatahi puu a Atua Matua ou Ngā rākau rua a Atuamatua « les deux troncs d'Atuamatua ») en mémoire du grand-père de Tama-te-kapua, Atua-matua. Takaanui Tarakawa enregistre la chanson d'adieu (poroporoaki) chantée par Haumai-tāwhiti.
Tama-te-kapua était tombé amoureux de Whakaotirangi (en), qui était marié à Ruaeo. Lorsque la pirogue fut prête à partir, il dit à Ruaeo qu'il lui manquait sa hache sacrée, Tutauru, et lui demanda de retourner chez lui pour la récupérer. Pendant que Ruaeo était absent, Tama-te-kapua partit, laissant Ruaeo derrière lui,,,. Certaines légendes disent que Tama-te-kapua aurait également kidnappé Ngātoro-i-rangi (en), qui était un tohunga et navigateur du waka Tainui, en l'invitant à monter à bord de l'Arawa avec sa femme Kearoa pour bénir le navire, et en jetant l'ancre dès qu'ils furent à bord,. Dans le récit Tainui enregistré par Pei Te Hurinui Jones, Ngātoro-i-rangi a d'abord voyagé sur le Tainui et a été kidnappé après le rendez-vous des deux pirogues à Rarotonga.
Pendant le voyage, Tama-te-kapua devint amoureux de Kearoa. Ngātoro-i-rangi s'en rendit compte et surveilla sa femme pendant la nuit alors qu'il était sur le pont en train de naviguer, en attachant une extrémité d'une corde à ses cheveux et en tenant l'autre extrémité dans sa main. Mais Tama-te-kapua détacha le cordon des cheveux de Kearoa et l'attacha au lit, afin qu'il puisse avoir des relations sexuelles avec elle sans être détecté. Une nuit, il fut presque surpris en flagrant délit par Ngātoro-i-rangi, mais réussit à s'échapper, oubliant toutefois le cordon dans sa hâte. Ngātoro-i-rangi a trouvé la corde et en a déduit que Tama-te-kapua avait été avec Kearoa. Pour se venger, il éleva un immense tourbillon dans la mer nommé Te korokoro-o-te-Parata (« La gorge de Te Parata »). Le waka était sur le point de disparaître avec tous ceux qui étaient à bord, mais quelqu'un a crié « l'oreiller de Kae est tombé » (ka taka te urunga o Kae), une expression proverbiale en temps de catastrophe et Ngātoro-i-rangi a cédé avec miséricorde, calmant le mers,. George Grey et Edward Shortland ont enregistré des versions du karakia (incantation) qu'il a chanté pour y parvenir.
Au cours de ces événements, tous les kūmara à bord de la pirogue ont été perdus par-dessus bord, à l'exception de quelques-uns dans un petit kete (panier) retenu par Whakaotirangi (en). Après l'apaisement des mers, un requin (connu sous le nom d'arawa) a été aperçu dans l'eau. Ngātoro-i-rangi rebaptisa le waka Te Arawa du nom de ce requin, qui accompagna ensuite le waka à Aotearoa, agissant comme un kai-tiaki (gardien).

### Débarquement
L'Arawa a touché terre en Nouvelle-Zélande à Whangaparaoa, près de Cap Runaway, à Te Moana-a-Toi (la Baie de l'Abondance). Après avoir débarqué, l'équipage a découvert que la pirogue Tainui avait déjà accosté à proximité. Ils ont également trouvé un cachalot échoué. Tama-te-kapua construisit un autel tūāhu avec des matériaux usés par le temps et attacha la pirogue à la mâchoire de la baleine, en recouvrant la corde de sable, comme si elle avait été recouverte par la marée. Il fit remarquer ces choses à l'équipage de Tainui et les convainquit qu'Arawa était en fait arrivé le premier. Cet incident fait l'objet de nombreuses disputes entre Arawa et Tainui, qui racontent une histoire similaire, mais avec les rôles inversés.

### Réclamation de Moehau et Maketu

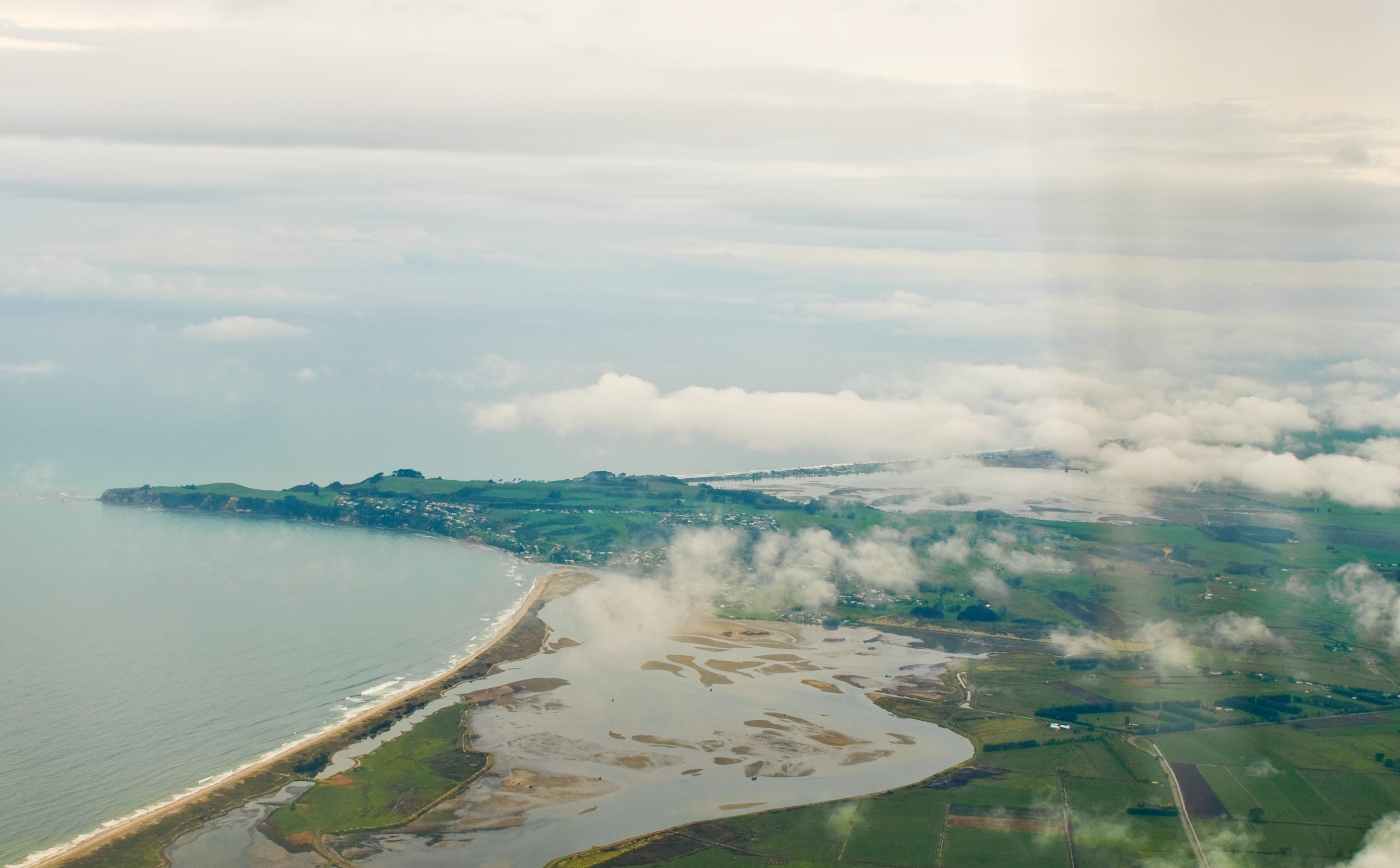
Maketu, vu de l'ouest.

La pirogue a ensuite voyagé vers le nord le long de la côte, au-delà de Whakaari (île Blanche), jusqu'à la péninsule de Coromandel, où Tama-te-kapua a aperçu pour la première fois le mont Moehau (en) (sur le cap Colville (en), la pointe la plus septentrionale de la péninsule de Coromandel) et l'a revendiqué comme sa maison et son dernier lieu de repos. Sur l'île Te Poito o te Kupenga a Taramainuku, juste au large de la côte, Ngātoro-i-rangi déposa le tapu kōhatu (pierre sacrée), tenant le mauri pour protéger les peuples Arawa et leurs descendants du mal. Se dirigeant à nouveau vers le sud, l'Arawa continua jusqu'à ce que Tama-te-kapua aperçoive la péninsule de Maketu, sur laquelle il revendiquait une partie, déclarant qu'elle était « le pont de mon nez ». D'autres membres de l'équipage commencèrent à revendiquer la terre : Tia déclara que la zone au nord de Maketu était le ventre de son fils Tapuika et Hei appela la colline suivante au nord de celle-ci le ventre de son fils Waitaha. Ils ont remonté l'Arawa sur la rivière Kaituna à Maketu, en attachant la proue à un rocher appelé Tokaparore et la poupe avec une ancre appelée Tuterangiharuru. Les deux rochers font partie du paysage actuel. Cet atterrissage a eu lieu en décembre.
Peu de temps après leur arrivée, Ruaeo arriva à Pukateawainui, cherchant à se venger de Tama-te-kapua pour avoir kidnappé sa femme. Les hommes de Ruaeo ont encerclé l'équipage de l'Arawa dans la nuit. Ensuite, Ruaeo a frappé la pirogue avec son taiaha, réveillant tout le monde, et a défié Tama-te-kapua de se battre. Finalement, Ruaeo fut victorieux et démontra sa victoire en frottant de la « vermine » sur le visage de Tama-te-kapua. Puis il partit, emmenant un groupe d'hommes en direction du lac Rotorua le long du sentier Te Kaharoa-a-Taunga (à peu près équivalent à l'autoroute nationale 33 moderne). Il quitta Whakaoterangi avec Tama-te-kapua.

### Retour à Moehau et à la mort

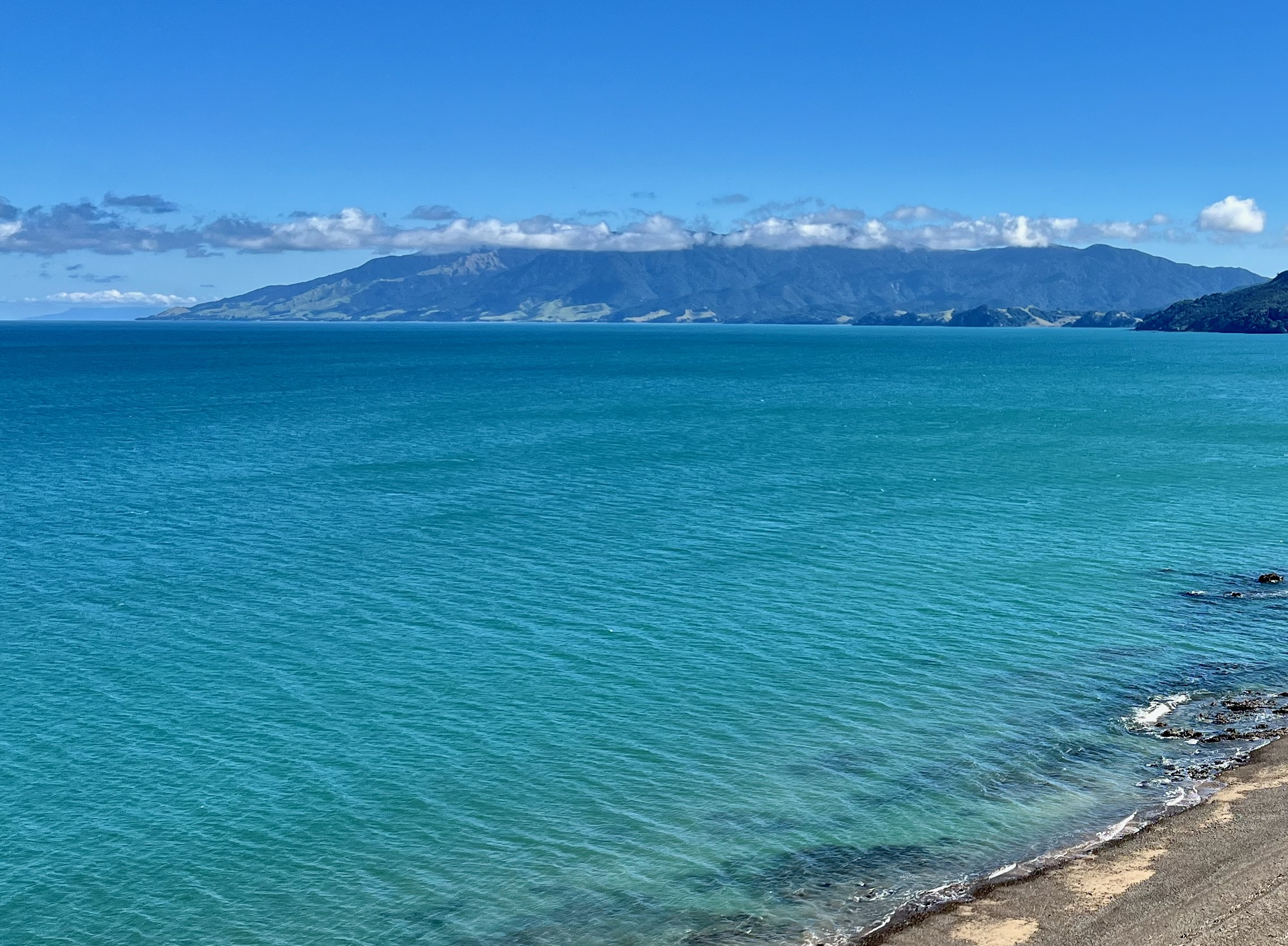
Le, vu du sud-ouest.

Tama-te-kapua resta à Maketu tandis que divers autres groupes partaient explorer l'île, dont Tia (en), Ngātoro-i-rangi, Ika et Kahumatamomoe, le fils de Tama-te-kapua. Lorsque Kahumatamomoe revint à Maketu, il contesta la propriété d'une parcelle de kumara avec Tama-te-kapua, affirmant que puisqu'il avait cultivé la terre, elle devait lui appartenir. Les gens étaient pour la plupart d'accord avec Kahumatamomoe, alors Tama-te-kapua décida de partir et de s'installer à Moehau. Il était accompagné de son fils aîné Tuhoromatakaka et du tohunga Ngātoro-i-rangi. Au cours du voyage, ils rencontrèrent Taikehu pêchant à Tauranga, qu'ils nommèrent donc Te Ranga-a-Taikehu. Ils s'arrêtèrent pour manger à Katikati et Tama-te-kapua mit si longtemps à finir son repas que l'endroit fut nommé Te Katikati a Tama-te-kapua (« le grignotage de Tama-te-kapua »). À l'arrêt suivant, ils ont commandé de la nourriture à préparer, mais ne l'ont pas mangée, alors l'endroit a été appelé Whakahau (« faire des excès »). Ils traversèrent la baie à Whitianga (« lieu de traversée ») et s'arrêtèrent à Tangiaro, où Ngātoro-i-rangi érigèrent une pierre sacrée pour établir leur revendication sur la terre, avant de retourner dans la région de la Baie de l'Abondance. Tama-te-kapua s'installe à Moehau.
Tama-te-kapua mourut à Moehau et fut enterré au sommet de la montagne. Lorsque Tama-te-kapua était mourant, il ordonna à Tuhoromatakaka d'enterrer son cadavre et de garder lui-même et ses fermes tapu pendant trois ans, puis de déterrer son papa-toiake (partie inférieure de la colonne vertébrale) afin de retirer le tapu. DM Stafford rapporte le karakia (incantation) chanté par Tuhoromatakaka lors de l'enterrement. Tuhoromatakaka a chanté le karakia de manière incorrecte et n'a pas attendu trois ans avant de recommencer à cultiver pour lui-même. En conséquence, il mourut et fut enterré aux côtés de son père. Plus tard, Ngātoro-i-rangi (en) déterra les corps de Tama-te-kapua et Tuhoromatakakā et les emporta.

## Famille et commémoration

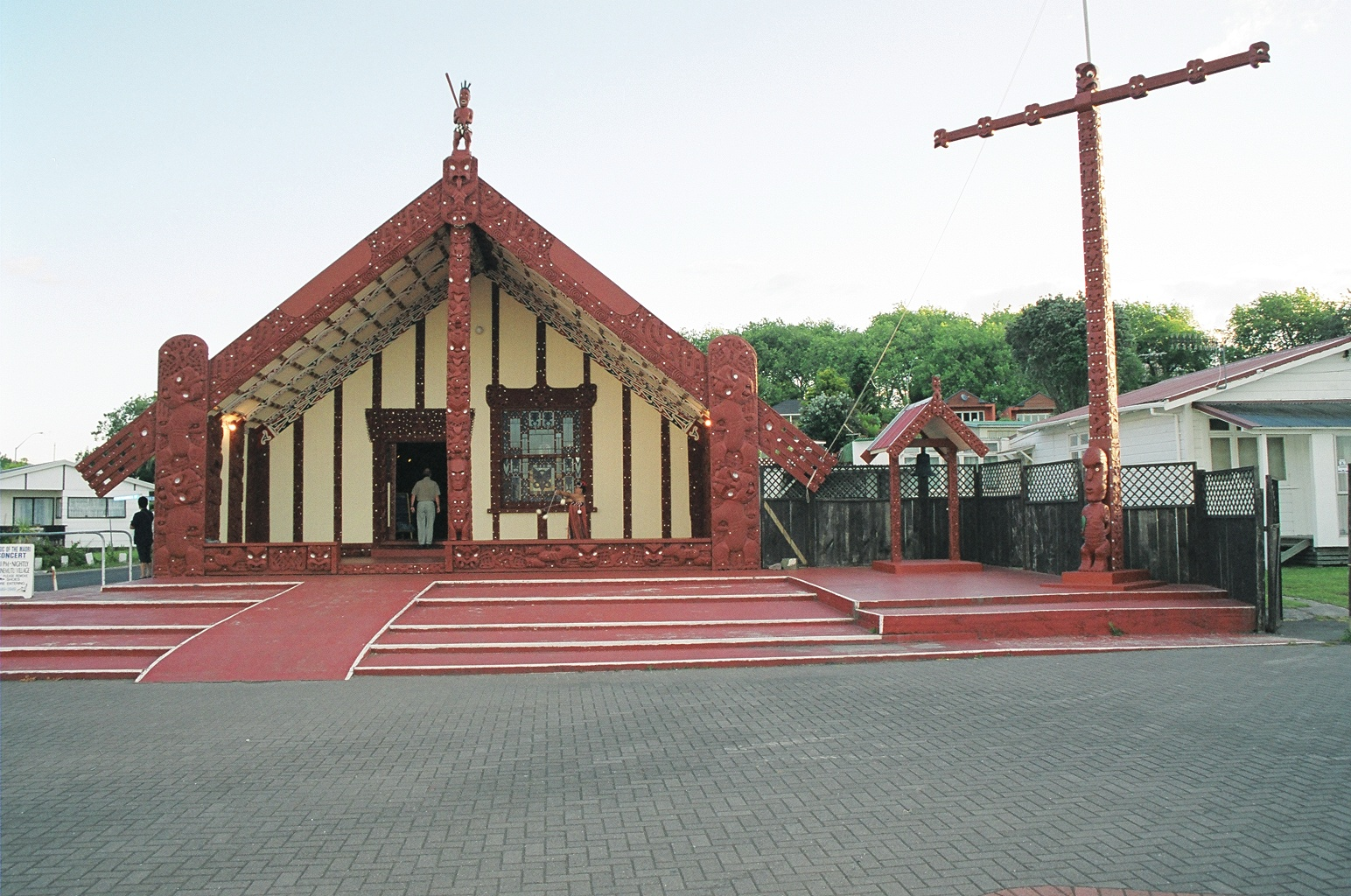
Maison de réunion Tamatekapua à, Rotorua.

Tama-te-kapua a eu deux fils, Tuhoromatakakā (en) et Kahumatamomoe (en). Ses descendants ont peuplé les régions de la Baie de l'Abondance et de Rotorua. Aujourd'hui, on dit que la proue de la pirogue Arawa est Maketu et la poupe est le mont Tongariro.
La maison de réunion de Te Papaiouru Marae (en) porte le nom de Tamatekapua.